# Kiten (programa)
Kiten é uma ferramenta de estudo e de referência da Língua japonesa para a Compilação de Softwares do KDE. Ele também funciona como um dicionário de Japonês para inglês e de inglês para Japonês. Os usuários do programa podem procurar caracteres Kanji pelo número traços ou por radical. Os usuários também podem adicionar os Kanji à sua lista de aprendizado e obter exames simples do tipo jogo de cartas, onde os Kanji são exibidos e então obtém-se um número de possíveis traduções para clicar.